# Forum du 1er emploi
 (août 2025).
Le Forum du 1er Emploi est un événement annuel, initié par le mouvement des entreprises du Sénégal (MEDS), une plateforme de rencontre et d’échanges entre des jeunes à la recherche d’emploi et des entreprises ou recruteurs, en vue de faciliter l'insertion professionnelle des compétences sénégalaises.

## Historique
C'est en 2001 que le Forum du 1er emploi voit le jour, à la suite de la création du Mouvement des entreprises du Sénégal (MEDS),. Ce Forum représente le volet social du Mouvement des entreprises du Sénégal. Il vient en réponse à la problématique du chômage et du sous-emploi qui sont sources de précarité, de pauvreté, de déstructuration sociétale et de menace de la cohésion sociale au Sénégal. Il est organisé tous les ans par la Fondation emploi jeune en partenariat avec le Mouvement des entreprises du Sénégal. Le Forum du 1er emploi rassemble durant deux(2) journées et en un même lieu, des chefs d'entreprises, des recruteurs, des demandeurs d'emploi, des experts et des porteurs de projets, dans le but de faciliter l'insertion professionnelle des sénégalaises et sénégalais. Il a permis à plusieurs milliers de jeunes diplômés sénégalais d'obtenir leur premier emploi. 
La 24ème édition du Forum du 1er emploi s'est tenue du 28 au 29 janvier 2025 à Dakar,.  

## Organisation
Organisé par la Fondation emploi jeune en partenariat avec le Mouvement des entreprises du Sénégal, le Forum du 1er emploi bénéficie du soutien de l'Etat sénégalais. Il s'articule autour des activités suivantes : 
- Ateliers thématiques, notamment l'« Atelier Training » qui se tient quelques jours bien avant le début du Forum, afin de mieux préparer les jeunes diplômés novices sur le marché du travail aux techniques de recherche d'emplois et de développement personnel[2],[7] ;
- Expositions[2] ;
- Rencontres B2B entre recruteurs et personnes en quête d'emploi[2] ;
- Guichet Unique pour les porteurs de projets, afin de leur apporter l'accompagnement et l'aide nécessaires à la création et au financement de leurs entreprises[2].

## Voir également